# Transskandinavischer Magmatitgürtel
Der Transskandinavische Magmatitgürtel (kurz: TIB, von eng. Transscandinavian igneous-belt) ist eine tektonische Einheit des Baltischen Schildes, welche größtenteils aus Graniten, Rhyolithen und Andesiten besteht.

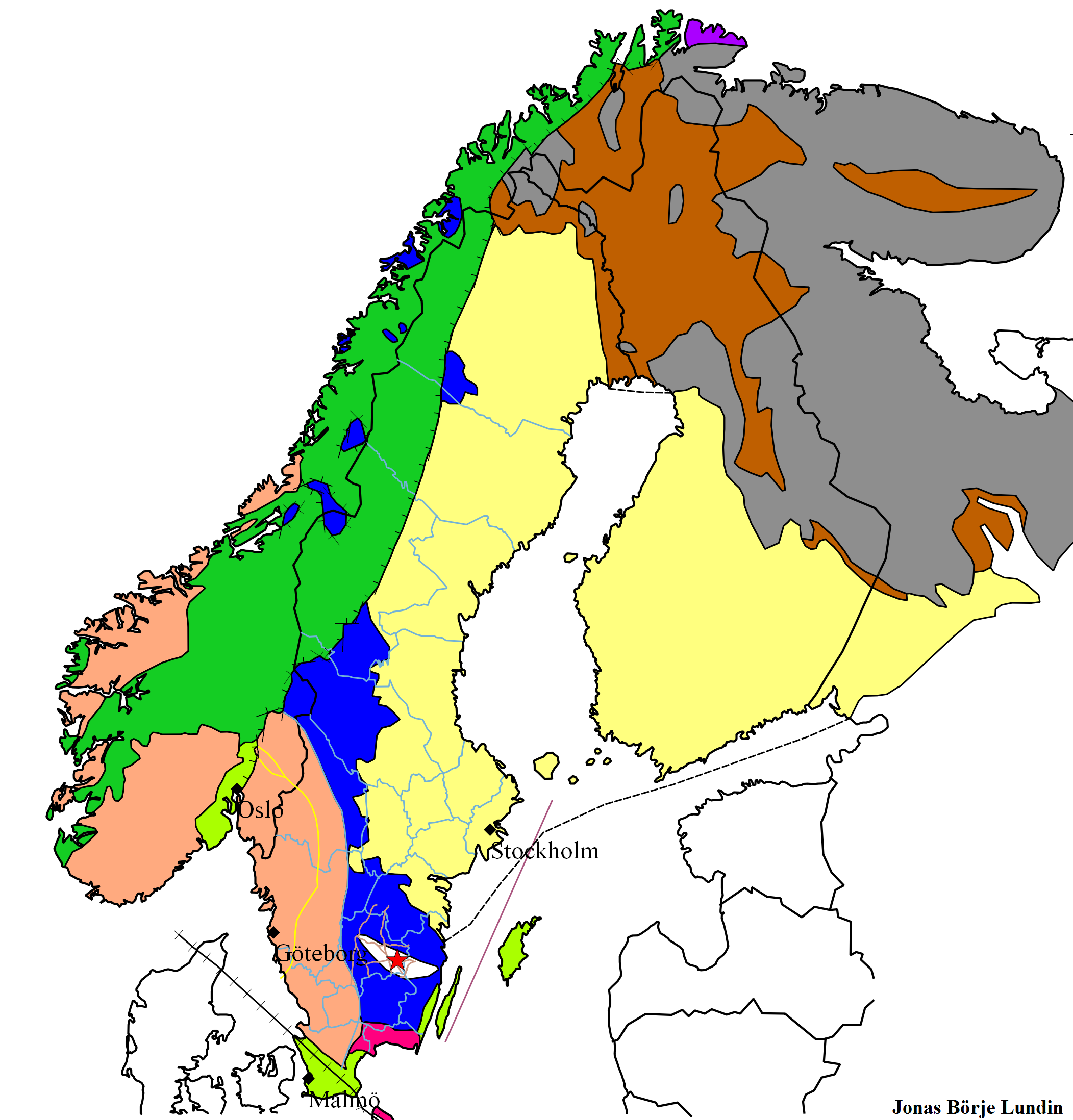
Karte des Baltischen Schildes. Der TIB befindet sich zwischen den Svekonorwegiden und den Svekofenniden.

Der Baltische Schild lässt sich in vier unterschiedlich alte Gruppen einteilen. Am Nordmeer und in Ostkarelien liegen die archaischen Saamiden mit einem Alter von ungefähr 3-2,5 Ga. Zwischen den Saamiden befinden sich am weißen Meer die Belmoriden, welche aus hochmetamorphen Gneisen bestehen, die vor 2 Ga überprägt wurden. Der größte Teil des Baltischen Schildes gehört zu den Svekofenniden, welche vor 1,8 Ga durch Orogenese konsolidiert wurden. Diese Einheit erstreckt sich vom Ladogasee bis nach Schweden auf die geographische Höhe Gotlands. Der jüngste Teil des Schildes sind die Svekonorwegiden. Die letzte Orogenese fand vor ca. 1 Ga statt.
Dieser Bereich schließt auch den Transskandinavischen Magmatitgürtel ein. Auf diesen Einheiten lagert diskordant der Jotnische Sandstein, der nur gelegentlich durch postorogene Dykes durchschlagen wird. Der Jotnische Sandstein ist heute vor allem in dem vor 1,5-1,3 Ga gebildeten Jotnischen Graben zu finden.
Im TIB ist ein ehemaliger Terran (Kleinkontinent) eingeschlossen, der Oskarshamn-Jönköping-Gürtel (OJB). Der Kontakt zwischen OJB und TIB lässt sich im Gelände nicht feststellen, da er entweder von den Graniten und Vulkaniten des TIBs überdeckt ist oder durch Scherzonen abgetrennt wurde. Letztere verlaufen hauptsächlich NW-SE. Der OJB hebt sich von den umgebenden Graniten und Porphyren durch die Zusammensetzung von Metasedimentiten und Metavulkaniten ab.
Dieser Gürtel wurde deformiert, bevor die Magmatite des TIBs vor 1,81-1,77 Ga intrudierten. Im Anschluss an den OJB-Magmatismus fand Magmatismus im TIB1 (1813–1766 Ma) statt, dessen Lithologien zusammen mit denen von TIB2 (1723–1691 Ma) und TIB3 (1681–1657 Ma) den OJB teilweise überdeckt.
Auch später kam es zur vereinzelten Bildung von neuen Magmatiten, die jüngsten sind 1450 Ma alt.
Die Magmen des TIBs stammen aus der Aufschmelzung von Gesteinen an destruktiven Plattenrändern. Diese Magmen führten zu vulkanischen und plutonischen Erscheinungen vom Andentyp.